# オスカーシャム原子力発電所
オスカーシャム原子力発電所（オスカーシャムげんしりょくはつでんしょ）は現在も稼働中のスウェーデンの原子力発電所。バルト海沿いのカルマル海峡近郊のオスカルスハムン北部30kmの地点にあり、3基の原子炉が稼働中でスウェーデンの必要電力のおおよそ10%を生産している。すべての原子炉は沸騰水型原子炉である。
1号機は487MW、2号機は627MW、最新の3号機は1194MWの出力を持つ。これによってオスカーシャム原子力発電所は北欧地域で最大の発電施設となっている。
敷地内にClabという使用済み核燃料の中間貯蔵施設が設けられており、スウェーデン国内の使用済み燃料が貯蔵されている。

## 運用
OKG（Oskarshamnsverkets Kraftgrupp）が運転を任されており、その後1993年にOKGはシドクラフトに買収され、現在はシドクラフトの後身であるE.ON Sverigeが運用している。E.ONが54.5%を、フォータムが45.5%を所有している

## 歴史
2006年7月25日、同型のフォルスマルク原子力発電所が電気系統事故で停止した後、1号機と2号機も安全対策として運転を停止した。これは非常時に自動運転を始めるはずのディーゼル発電機の故障に起因するものだった。後に問題に対処するため、すべての原子炉に修正のための変更が行われた。
2008年5月21日、ノルウェー紙Aftenpostenやスウェーデン紙AftonbladetとThe Localは、入場チェックで溶接作業員のキャリーバッグと手から爆発物の成分の痕跡が見つかり逮捕されたと報じた。同夜、原子力チームが施設を一掃できるように1号機は停止させられた。捜査の途中、カルマル警察の代表者Sven-Erik Karlssonは報道機関に対し、その溶接作業員が水曜日の朝プラントへの出勤する際に、手荷物などから比較的少量の爆発物が検出されたため逮捕した、と述べた。後に、爆発物の成分はマニキュア由来のものであり、この事件は原子炉や安全面には何の関係もなかったことがわかった。
2号機と3号機は現在出力と安全性の向上を行っている。特に3号機は世界で最も強力な1,450MWeを発電できる沸騰水型原子炉に改良することが計画されている。これまでに到達した最大の発電量は1,260MWeである。アップグレードのために、原子炉は2010年を通じて長期保守停止で送電網との繋がりは不規則である。2号機は数回のステップを踏んでアップグレードされ、2011年には最大で熱出力2,300MW、電気出力840MWeの能力を持っている。

## 閉鎖
2016年2月16日に、OKGは1号機を運転開始から45年を迎える2017年6月30日に閉鎖し、運転期間を60年に延長するため大規模な安全性改良工事で停止中だった2号機についても再稼働させずに早期閉鎖すると発表した。これは大株主であるE.ONの勧告を受けて2015年10月の臨時株主総会で決定した方針に従ったもので、その後の検討の結果、計画停止時期に合わせて閉鎖することが全体として最良のタイミングであると判断したという。
また、OKGは、閉鎖は安全性の問題によるものではなく、電力価格低迷の長期化や原子力税の増額などにより1号機・2号機の運転を継続しても経済的利益が伴わないためであり、3号機については技術的な寿命を迎える2045年まで運転を継続するとした。

## 註
1. ↑  スウェーデン語 "Oskarshamn" の発音は「オスカルスハムン」であるが、日本国内では英語読みの「オスカーシャム」の方が一般的であるため、こちらに従う。
2. ↑  “Forsmark under scrutiny”. World Nuclear News. (2007年1月30日) 2010年5月1日閲覧。
3. ↑  Aftenposten
4. ↑  Aftonbladet
5. ↑  The Local
6. ↑  “Approval for Oskarshamn 2 uprate”. World Nuclear News. (2010年4月30日) 2010年5月1日閲覧。
7. ↑  “スウェーデン：オスカーシャム１が運開後４５年目の２０１７年６月末に正式閉鎖へ”.  日本原子力産業協会 (2016年2月18日). 2016年3月13日閲覧。